# Patrick Küng
Patrick Küng, född 11 januari 1984, är en schweizisk alpin skidåkare som tävlar i världscupen och för Muertschen Kerenzerberg. Han debuterade i världscupen i januari 2009.
Küng har fem pallplatser i världscupen. Den första kom i störtloppet i tyska Garmisch-Partenkirchen den 10 mars 2010. 
Küng vann i december 2013 i Super G i Beaver Creek, USA, vilket var hans första världscupseger i karriären. Den andra kom en månad senare, i störtloppet i schweiziska Wengen den 18 januari 2014
Küng tog guldet i störtloppet i Beaver Creek vid VM 2015.

## Meriter

### VM
- Etta i störtlopp, Vail/Beaver Creek 2015
- Sjua i störtlopp, Schladming 2013

### OS
- 12:a i super-G, Sotji 2014

### Världscupen
- Fem pallplatser, varav två segrar